# ژرژ استاکت
ژرژ استاکت (انگلیسی: Georges Staquet; ۱۵ سپتامبر ۱۹۳۲ – ۳ ژانویهٔ ۲۰۱۱) بازیگر اهل فرانسه بود.
از فیلم‌ها یا برنامه‌های تلویزیونی که وی در آن نقش داشته‌است می‌توان به درود بر مریم مقدس، پیرو خله، دسته جدا افتاده‌ها، تایم تو لیو، ای مثل ایکاروس، ژرمینال، تعطیلات آخر هفته و نبرد پلیس‌ها اشاره کرد.